# ExCeL (Londýn)

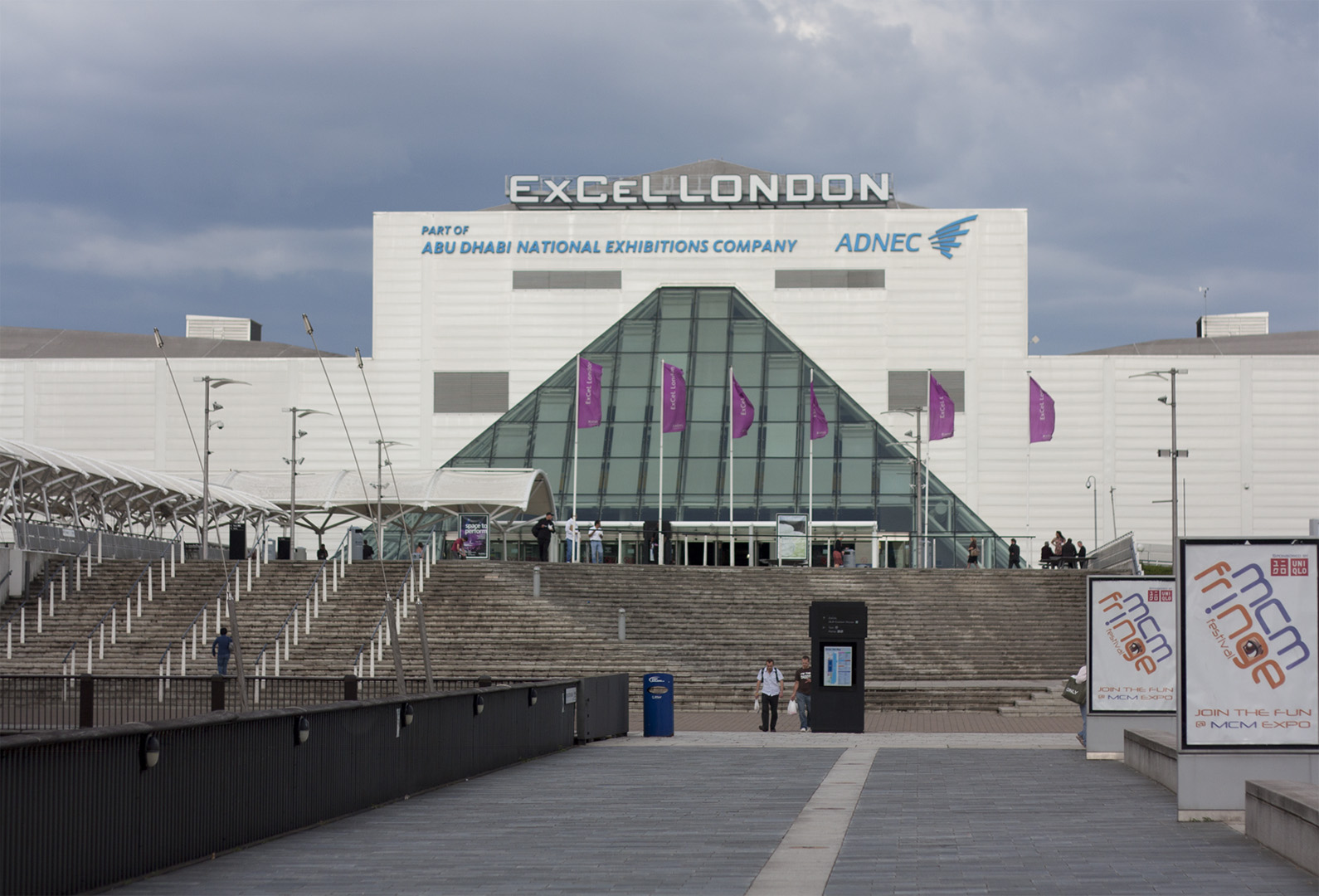
Výstavní a konferenční centrum ExCel v létě roku 2011

ExCeL London (zkratka z anglických slov Exhibition Centre London), celým názvem ExCeL Exhibition Centre, je výstavní a konferenční centrum nacházející se severně od řeky Temže ve východolondýnské čtvrti London Borough of Newham v Newhamu v Anglii.
Rozprostírá se na ploše 100 akrů (40 hektarů) severně od královského doku Royal Victoria Dock na Temži v oblasti London Docklands mezi finančním centrem Canary Wharf a Letištěm London City. Centrum bylo otevřeno v roce 2000 (1. etapa výstavby) a v roce 2010 (2. etapa výstavby).
Jde o jedno ze sportovišť Letních olympijských her 2012, ve kterém se konaly olympijské soutěže v šermu, boxu, judu, zápase, taekwondu, stolním tenisu a vzpírání. Pro tyto účely je zde k dispozici celkem 5 samostatných sportovišť, resp. 5 sportovních hal.

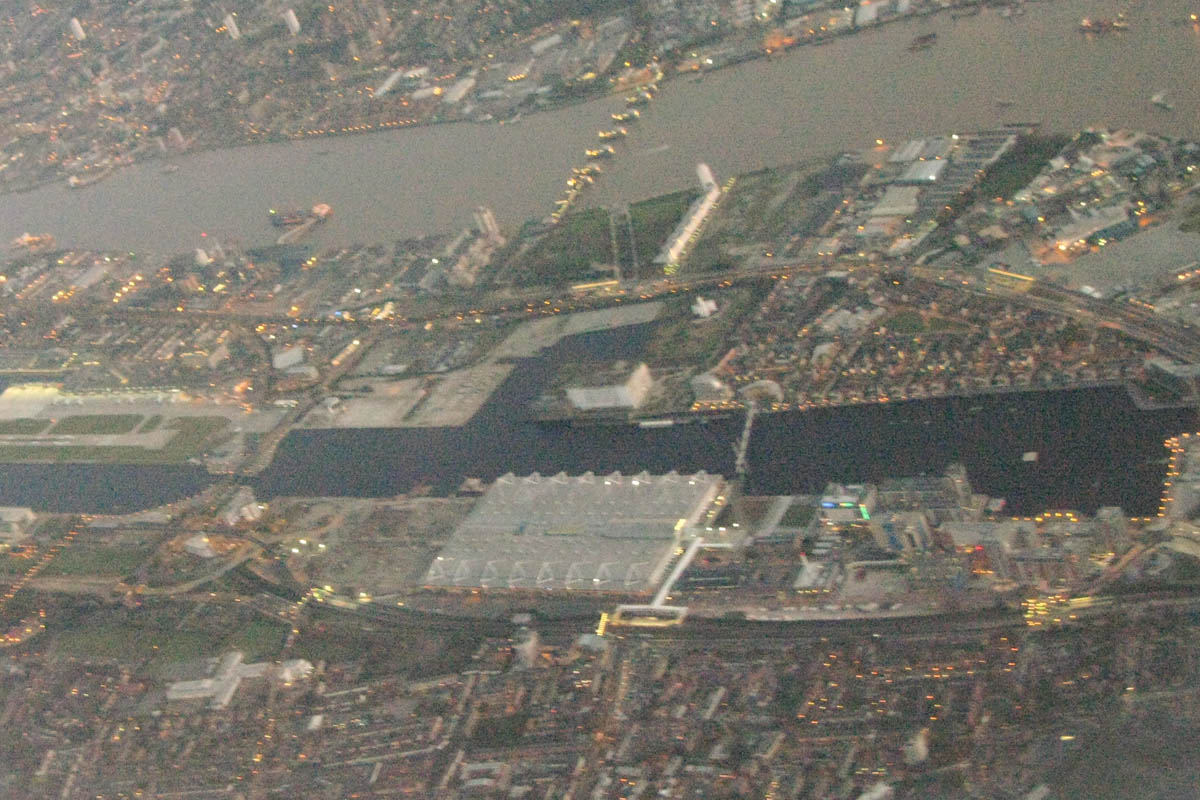
Letecký pohled na ExCeL a London Docklands